# 오타촌 (이바라키군 이나시키군)
오타촌(太田村)은 이바라키현 가와치군·이나시키군에 있던 촌이다. 

## 지리
- 현재의 이나시키시 남부에 해당한다.
- 촌은 고원과 평지가 뒤섞인 골짜기가 많은 지형이다.
- 촌은 가미가우라의 지류인 오노강의 남쪽 기슭에 위치한다.
- 촌내에는 신토네강이 흐른다.

## 역사
- 1889년 4월 1일 - 정촌제 시행에 의해 가와치군 오타촌이 성립하였다
- 1896년 4월 1일 - 시다군과 합병해 이나사키군이 성립하여, 오타촌은 이나사키군에 이관되었다.
- 1955년 4월 1일 - 네모토촌, 시바사키촌과 합병해 신토네촌이 성립하여, 오타촌은 폐촌되었다.

## 인구
| 1891년 | 2,384 |
| 1920년 | 1,686 |
| 1924년 | 1,845 |
| 1935년 | 1,765 |
| 1950년 | 2,015 |

## 참고문헌
- 角川日本地名大辞典編纂委員会『角川日本地名大辞典 8 茨城県』、角川書店、1983年 ISBN 4040010809